# Carl Runge
Carl David Tolmé Runge, född 30 augusti 1856 i Bremen, död 3 januari 1927 i Göttingen, var en tysk matematiker.
Runge blev filosofie doktor 1880 i Berlin, privatdocent där 1883, professor i matematik vid tekniska högskolan i Hannover 1886 och i tillämpad matematik vid Göttingens universitet 1904. 
Runge var medredaktör av "Schlömilchsche Zeitschrift für angewandte Mathematik" och verkade vid Columbia University i New York 1909–10 och författade en mängd avhandlingar i in- och utländska tidskrifter för matematik och fysik. Bland hans övriga skrifter kan nämnas Praxis der Gleichungen (1900). 
Runges namn är förknippat med den så kallade Runge–Kuttametoden, som han 1901 samutvecklade med Martin Wilhelm Kutta och som utgör en algoritm för att numeriskt lösa ordinära differentialekvationer.
Runge var medlem av flera lärda samfund, bland annat korresponderande ledamot av Fysiografiska sällskapet i Lund (1908).